# Junko Mizuno
Pour les articles homonymes, voir Mizuno (homonymie).
Junko Mizuno (水野 純子, Mizuno Junko), née le 27 mai 1973 est une artiste japonaise.
Son travail se caractérise par une opposition brutale entre un dessin enfantin, mignon (kawaii), et des thèmes sordides, ce qui est quelquefois appelé le «kawaii gore» ou le «kawaii glauque», un genre dont elle est une des auteures les plus connues. Plusieurs de ses livres sont des adaptations adultes de contes de fées.

## Biographie
Elle est née en 1973 à Tokyo. Elle commence à proposer ses dessins en prépublication à un magazine à l'âge de 10 ans. Le responsable du magazine refuse, mais l'encourage à persévérer, trouvant son style très personnel. « À l'époque, » explique-t-elle, « je détestais l'école et je me disais que si je pouvais percer dans le manga, ça m'éviterai d'aller au lycée. […] Finalement, j'ai dû y aller et sécher les cours… ».
Ses premières séries publiées en bande dessinée, Dream Tower et Momongo no Isshou datent de 1998. À la même époque, Junko Mizuno fournit des illustrations au magazine rock « H » et crée des visuels pour le label Avex Trax. Deux ans plus tard, elle publie Cinderalla (Cinderalla est aussi le titre anglais du conte de fée Cendrillon), qui la rend célèbre et qui reste à ce jour son œuvre la plus connue au Japon. Elle adapte aussi en mode «sexy-horror» deux autres contes européens : Hansel et Gretel, et La Petite Sirène,. Le choix de contes comme thèmes d'albums lui est fortement suggéré par ses éditeurs. « Pour me cadrer, on m'a imposé ce thème des contes. Ce fut vraiment une expérience douloureuse. Mes responsables éditoriaux étaient tous des hommes plus âgés et j'avais vraiment l'impression d'être emprisonnée », indique-t-elle.
Elle peut se lancer ensuite dans des thèmes plus personnels. Dans Pure trance, paru au milieu des années 2000, l'humanité abandonne la surface de la terre après une nouvelle guerre mondiale, pour créer un monde souterrain, mais un monde essentiellement féminin. Dans un format japonais, en noir et blanc, Pilou, l'apprenti gigolo permet de suivre les mésaventures d'un organe reproducteur en forme de boule à poils,  de «mouton choupi». Dans un format européen, Ravina the Witch est un album consacré aux pérégrinations d'une ado ayant héritée, d'une sorcière agonisante, une baguette magique. Virée de la décharge où elle a été élevée, Ravina se retrouve enfermée dans un manoir avec comme seule mission de fouetter les postérieurs de la haute société, etc.. La palette de cet album est plus sombre, les couleurs nettement moins « flashy ».
Dans ses œuvres, elle s'amuse à créer une tension en faisant cohabiter des dessins kawaii (enfantins et mignons) et des images effrayantes, sexy ou sanglantes, comme des poupées dévorant des enfants (la nourriture est un thème important pour elle), des sirènes meurtrières, des yeux qui sortent de leurs orbites et des infirmières aux seins nues,.
Elle conçoit et illustre de nombreux produits dérivés (boîtes de préservatifs, pochettes de disques, etc, ..). Elle illustre aussi la couverture du roman Bye Bye Blondie de Virginie Despentes. Et en 2008, elle quitte Tokyo pour s'installer et travailler aux États-Unis, et plus précisément à Los Angeles,. « J'avais 35 ans et, au Japon, quand on est une femme de cet âge et qu'on est célibataire et sans enfant, on est un peu vu comme une marginale », explique-t-elle.

## Ouvrages
- Cinderalla, éd. Imho 2004  (ISBN 978-2915517002)
- Hansel et Gretel, éd. Imho 2005  (ISBN 978-2915517040)
- La Petite Sirène, éd. Imho 2005  (ISBN 978-2915517095)
- Pure trance, éd. Imho 2006  (ISBN 978-2915517286)
- Pilou, l'apprenti gigolo, Tome 1, éd. Imho 2010  (ISBN 978-2915517453)
- Pilou, l'apprenti gigolo, Tome 2, éd. Imho 2014  (ISBN 978-2915517798)
- Ravina the Witch, éd. Soleil 2014  (ISBN 978-2302037779)